# Fukubukuro
 (janvier 2012).
Si vous disposez d'ouvrages ou d'articles de référence ou si vous connaissez des sites web de qualité traitant du thème abordé ici, merci de compléter l'article en donnant les références utiles à sa vérifiabilité et en les liant à la section « Notes et références ».

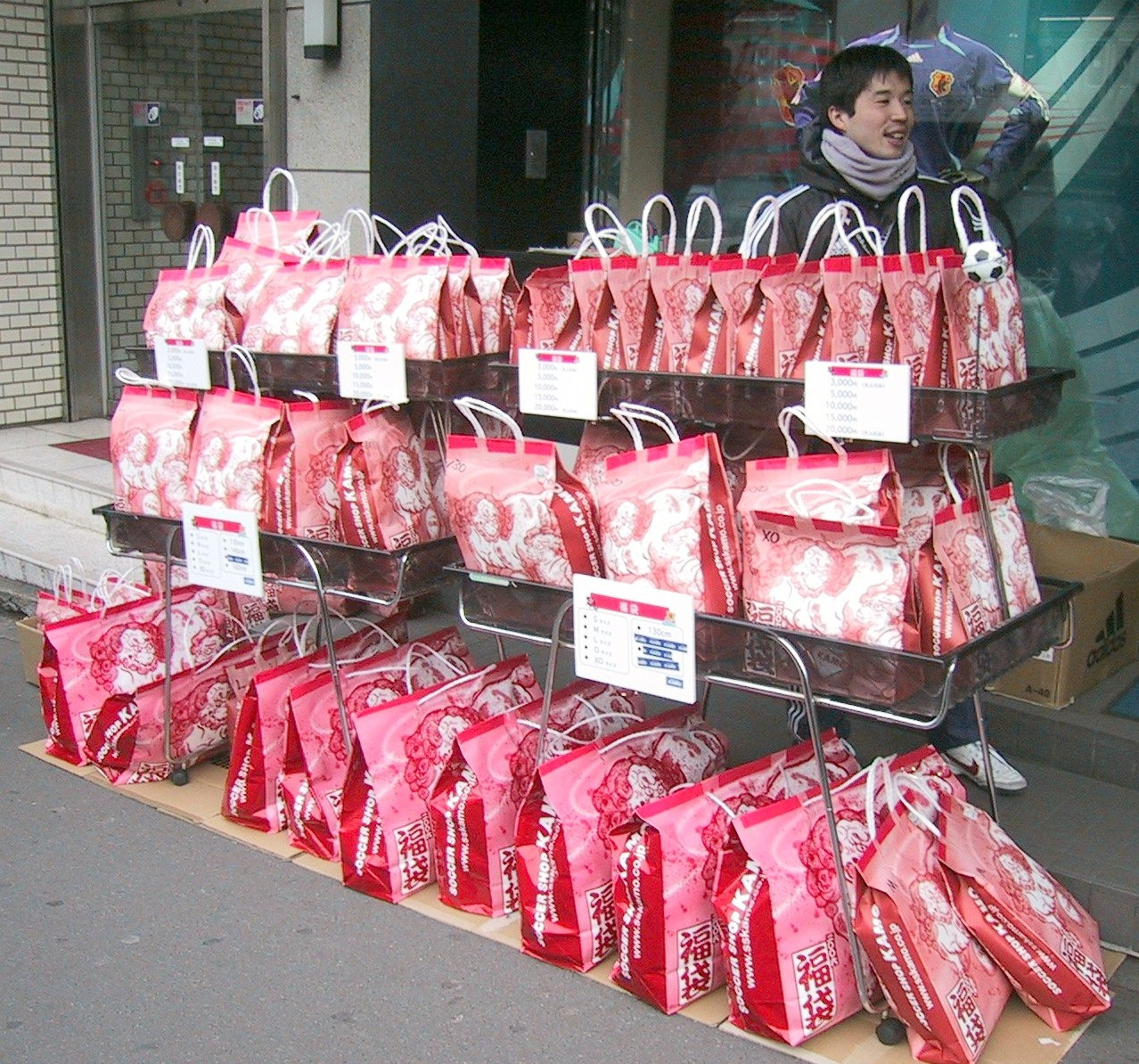
Fukubukuro.

Les fukubukuro (福袋, lit. « sacs à bonheur », aussi connus comme « pochettes surprises », ou « lucky bags » en anglais) sont des sacs dont le contenu est caché et qui regroupent plusieurs articles vendus à un prix inférieur à leur valeur réelle les premiers jours de l'année au Japon.

## Contenus

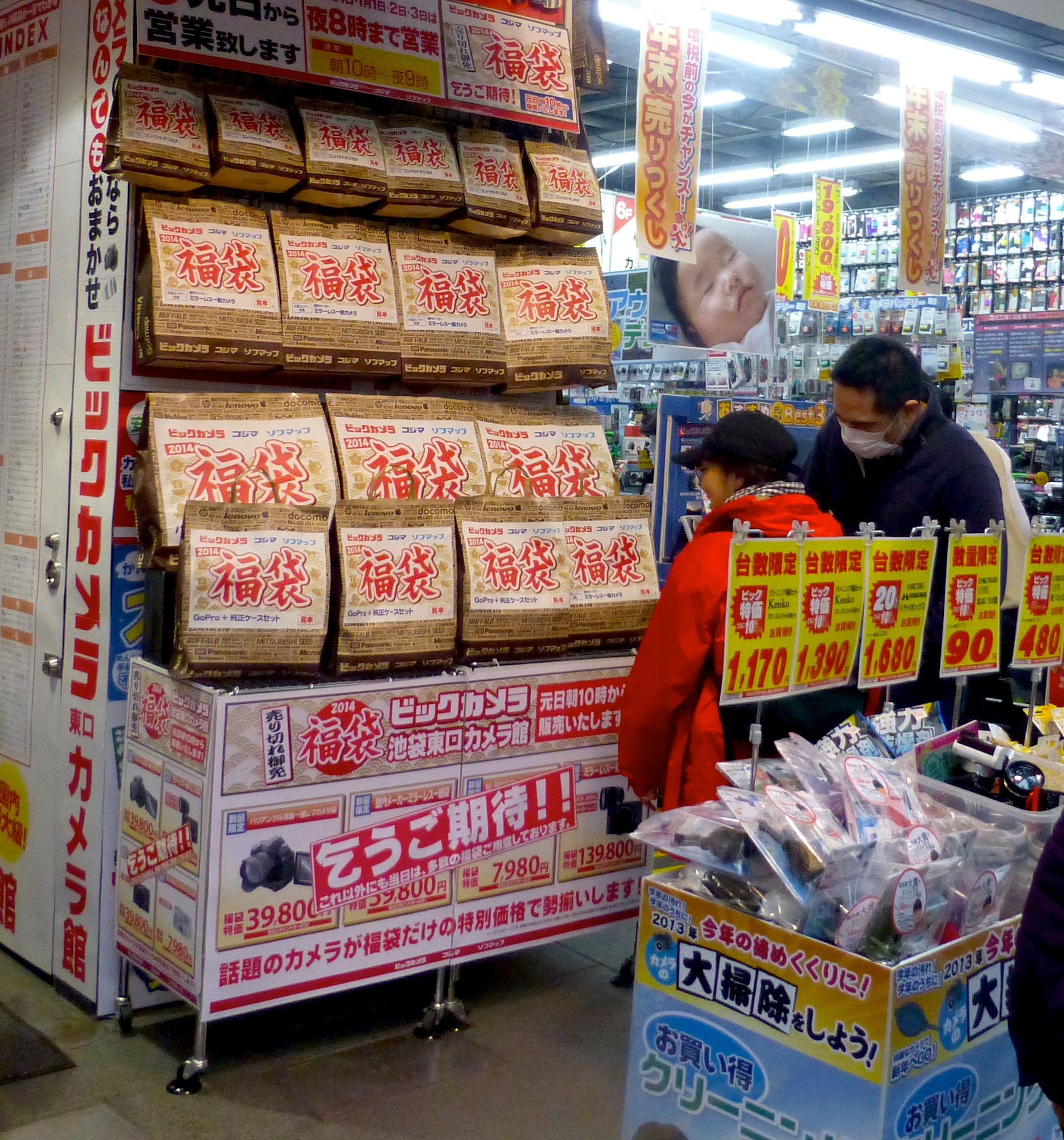
2 personnes devant un stand de fukubukuro.

Les fukubukuro contiennent des articles en soldes, la plupart sont ainsi des écoulements de stock et même si on peut y trouver des objets de valeur, on y trouve également des invendus et des articles impopulaires.
Dans le cas d'articles de valeur comme les bijoux et les appareils électroniques, voire les vêtements, le contenu du sac peut être révélé, par exemple avec des sacs transparents, ou le choix peut être laissé entre plusieurs combinaisons. Dans l'orfèvrerie en particulier, les différents contenus apparaissent dans une vitrine à l'intention des clients.
Par ailleurs, les objets de volume important ou les services qui ne peuvent être contenus dans des sacs sont aussi mis en vente. On peut ainsi acheter des automobiles, des maisons ou encore des voyages.

## Dates et conditions d'achat
L'endroit où les fukubukuro sont mis en vente le plus tôt est le magasin Ikspiari du Tokyo Disney Resort (ville de Urayasu, préfecture de Chiba) où l'on peut les acheter le 1er janvier dès minuit. Il existe aussi des cas où, afin que les personnes ayant commandé sur le web reçoivent leurs sacs dès le 1er janvier, les ventes commencent quelques jours avant.
Depuis peu, une partie des grandes enseignes de l'électroménager comme Yodobashi Camera met en vente ses fukubukuro à partir du 31 décembre, sous l'appellation o-toshidama-bukuro (お年玉袋, sac des étrennes).
Les magasins de certaines marques comme Apple sont à cette occasion très prisés, les clients arrivant le 31 décembre au soir pour être les premiers servis.